# Hawaii mohó
A hawaii mohó vagy hawaii nemes mohó (Moho nobilis) a madarak (Aves) osztályának verébalakúak (Passeriformes) rendjébe és a mohófélék (Mohoidae) családjába tartozó kihalt faj

## Rendszerezés
Régebben a mézevőfélék (Meliphagiade) családjába sorolták.

## Előfordulása
Hawaii-on és a hozzá tartozó kisebb szigeteken élt. A természetes élőhelye szubtrópusi vagy trópusi nedves hegyi erdőkben volt.

## Megjelenése
Tollait az előkelők ruháinak díszítésére használták. Elvileg az egész madarat megkopasztották, majd visszaengedték a vadonba, de nem valószínű, hogy ezek a példányok továbbra is életben maradtak. Alaptollazata fekete volt, farka hosszú, fekete-fehéres, míg vállát egy sárga tollpamacs díszítette. Az európaiak előtt gyakori madár volt, de amikor elkezdték vadászni és a juhok és malacok letaposták élőhelyét, hamar megpecsételődött a sorsa.

## Kihalása
Az utolsó élő példányt 1934-ben látták.